# 3-тя паралель південної широти
3-тя паралель південної широти — лінія широти, що лежить на 3 градуси південніше земної екваторіальної площини. Вона проходить через Атлантичний океан, Африку, Індійський океан, Південно-Східну Азію, Австралазію, Тихий океан та Південну Америку.

## Список географічних об'єктів, що перетинає 3° пд. ш.
Починаючи з Гринвіцького меридіану та рухаючись на схід, 3-тя паралель південної широти проходить через:
| Координати                                                 | Країна, територія або море | Примітки |
| ---------------------------------------------------------- | -------------------------- | --- |
| 3°0′ пд. ш. 0°0′ сх. д. / 3.000° пд. ш. 0.000° сх. д.      | Атлантичний океан          | |
| 3°0′ пд. ш. 10°18′ сх. д. / 3.000° пд. ш. 10.300° сх. д.   | Габон                      | |
| 3°0′ пд. ш. 11°48′ сх. д. / 3.000° пд. ш. 11.800° сх. д.   | Республіка Конго           | |
| 3°0′ пд. ш. 16°11′ сх. д. / 3.000° пд. ш. 16.183° сх. д.   | ДР Конго                   | |
| 3°0′ пд. ш. 29°9′ сх. д. / 3.000° пд. ш. 29.150° сх. д.    | Бурунді                    | |
| 3°0′ пд. ш. 30°50′ сх. д. / 3.000° пд. ш. 30.833° сх. д.   | Танзанія                   | |
| 3°0′ пд. ш. 37°35′ сх. д. / 3.000° пд. ш. 37.583° сх. д.   | Кенія                      | |
| 3°0′ пд. ш. 40°13′ сх. д. / 3.000° пд. ш. 40.217° сх. д.   | Індійський океан           | |
| 3°0′ пд. ш. 100°11′ сх. д. / 3.000° пд. ш. 100.183° сх. д. | Індонезія                  | Проходить через острів Південний Пагай[en] |
| 3°0′ пд. ш. 100°26′ сх. д. / 3.000° пд. ш. 100.433° сх. д. | Ментавайська протока[en]   | |
| 3°0′ пд. ш. 101°27′ сх. д. / 3.000° пд. ш. 101.450° сх. д. | Індонезія                  | Проходить через острів Суматра і Палембанг |
| 3°0′ пд. ш. 106°3′ сх. д. / 3.000° пд. ш. 106.050° сх. д.  | Протока Бангка[en]         | |
| 3°0′ пд. ш. 106°26′ сх. д. / 3.000° пд. ш. 106.433° сх. д. | Індонезія                  | Проходить через острови Бангка та Лепар[en] |
| 3°0′ пд. ш. 106°53′ сх. д. / 3.000° пд. ш. 106.883° сх. д. | Яванське море              | |
| 3°0′ пд. ш. 107°33′ сх. д. / 3.000° пд. ш. 107.550° сх. д. | Індонезія                  | Проходить через острів Белітунг |
| 3°0′ пд. ш. 108°12′ сх. д. / 3.000° пд. ш. 108.200° сх. д. | Яванське море              | |
| 3°0′ пд. ш. 110°37′ сх. д. / 3.000° пд. ш. 110.617° сх. д. | Індонезія                  | Проходить через острів Калімантан Західний Калімантан Центральний Калімантан |
| 3°0′ пд. ш. 111°9′ сх. д. / 3.000° пд. ш. 111.150° сх. д.  | Яванське море              | |
| 3°0′ пд. ш. 111°48′ сх. д. / 3.000° пд. ш. 111.800° сх. д. | Індонезія                  | Проходить через острів Калімантан Центральний Калімантан Південний Калімантан |
| 3°0′ пд. ш. 116°17′ сх. д. / 3.000° пд. ш. 116.283° сх. д. | Макасарська протока        | |
| 3°0′ пд. ш. 118°50′ сх. д. / 3.000° пд. ш. 118.833° сх. д. | Індонезія                  | Проходить через Південний півострів[en] на острові Сулавесі |
| 3°0′ пд. ш. 120°12′ сх. д. / 3.000° пд. ш. 120.200° сх. д. | Затока Боні                | |
| 3°0′ пд. ш. 121°5′ сх. д. / 3.000° пд. ш. 121.083° сх. д.  | Індонезія                  | Проходить через Південно-Східний півострів[en] на острові Сулавесі |
| 3°0′ пд. ш. 122°15′ сх. д. / 3.000° пд. ш. 122.250° сх. д. | Море Банда                 | Проходить північніше острова Буру, Індонезія |
| 3°0′ пд. ш. 127°51′ сх. д. / 3.000° пд. ш. 127.850° сх. д. | Індонезія                  | Проходить через острови Боано[en] та Серам |
| 3°0′ пд. ш. 130°23′ сх. д. / 3.000° пд. ш. 130.383° сх. д. | Море Серам                 | |
| 3°0′ пд. ш. 132°24′ сх. д. / 3.000° пд. ш. 132.400° сх. д. | Індонезія                  | Проходить через Нову Гвінею |
| 3°0′ пд. ш. 134°51′ сх. д. / 3.000° пд. ш. 134.850° сх. д. | Затока Чендравасіх[en]     | |
| 3°0′ пд. ш. 135°51′ сх. д. / 3.000° пд. ш. 135.850° сх. д. | Індонезія                  | Проходить через Нову Гвінею |
| 3°0′ пд. ш. 141°0′ сх. д. / 3.000° пд. ш. 141.000° сх. д.  | Папуа Нова Гвінея          | Проходить через Нову Гвінею |
| 3°0′ пд. ш. 142°2′ сх. д. / 3.000° пд. ш. 142.033° сх. д.  | Тихий океан                | Новогвінейське море — проходить південніше островів Парді[en], Папуа Нова Гвінея Проходить південніше острова Дьяул[en], Папуа Нова Гвінея                                                                     |
| 3°0′ пд. ш. 151°18′ сх. д. / 3.000° пд. ш. 151.300° сх. д. | Папуа Нова Гвінея          | Проходить через Нову Ірландію |
| 3°0′ пд. ш. 151°34′ сх. д. / 3.000° пд. ш. 151.567° сх. д. | Тихий океан                | |
| 3°0′ пд. ш. 152°2′ сх. д. / 3.000° пд. ш. 152.033° сх. д.  | Папуа Нова Гвінея          | Проходить через острів Табар[en] |
| 3°0′ пд. ш. 152°3′ сх. д. / 3.000° пд. ш. 152.050° сх. д.  | Тихий океан                | Проходить через острови Ліхір[en], Папуа Нова Гвінея Проходить північніше островів Нугурія, Папуа Нова Гвінея Проходить південніше атола Кантон, Кірибаті Проходить північніше острова Ендербері[en], Кірибаті |
| 3°0′ пд. ш. 80°22′ зх. д. / 3.000° пд. ш. 80.367° зх. д.   | Еквадор                    | Проходить через острів Пуна |
| 3°0′ пд. ш. 80°7′ зх. д. / 3.000° пд. ш. 80.117° зх. д.    | Тихий океан                | Протока Джамбелі[es] |
| 3°0′ пд. ш. 79°50′ зх. д. / 3.000° пд. ш. 79.833° зх. д.   | Еквадор                    | |
| 3°0′ пд. ш. 77°49′ зх. д. / 3.000° пд. ш. 77.817° зх. д.   | Перу                       | |
| 3°0′ пд. ш. 70°11′ зх. д. / 3.000° пд. ш. 70.183° зх. д.   | Колумбія                   | |
| 3°0′ пд. ш. 69°42′ зх. д. / 3.000° пд. ш. 69.700° зх. д.   | Бразилія                   | Амазонас — проходить через Манаус Пара Мараньян Піауї Сеара |
| 3°0′ пд. ш. 39°42′ зх. д. / 3.000° пд. ш. 39.700° зх. д.   | Атлантичний океан          | |